# 比較圖書館學
比較圖書館學(Comparative librarianship)是為圖書館學分支學科。比較科學以「比較」的方式，對相同事物不同面向或不同種類，透過比較而發現其共同點或差異點，深入認識事物的本質。比較圖書館學嘗試從社會政治、經濟、文化、思想和歷史等角度，對不同國家或不同文化背景下的圖書館、圖書館體制、圖書館事業發展中的經驗和問題等進行比較研究。

## 發展歷史
比較研究緣起於16世紀的比較解剖學，其他學科也紛紛跟進，圖書館比較學的許多概念實際上是源自於比較教育學，最早於1627年諾德，G.所著《關於圖書館建設的意見》便包含了圖書館比較研究的內容，1954圖書館比較這個詞彙由Chase Dane於􀱢"The Benefits of Comparative Librarianship"􀍄"Comparative Librarianship"兩篇文中提出，於6、70年代出現大量相關論著，大陸以外地區相關研究於80年代產量就逐漸少逐漸式微。

## 比較圖書館學之意義
比較圖書館學旨在探索各國、各地區圖書館事業的發展規律，試圖了解圖書館事業在不同國家、不同社會環境中的發展，分析各差異個體間的異同，做出科學的解釋並從中找出發展圖書館事業的普遍準則，更進一步可做為制定圖書館事業發展規劃的參考。透過資料的收集、觀察現有系統與現況、評量某些假設或實際情況以供政策制定的參考。除此之外，更可增進國際間的相互了解，甚而促進協助國際圖書館之間的交流與合作。圖書館比較學在本質上是在探討圖書館發展因素的相互依賴關係，為人們對圖書館問題的認識的方法。

## 比較圖書館學之功能
綜合Collings、Danton、Wang Chih等人提出的觀點列出下列幾點：
- 協助圖書館計畫。
- 促進吸取和移植更好的作法與技術。
- 為國外工作和學習課題提通有用的資料。
- 增強圖書館教育計畫的學術內容與實踐關係。
- 為研究者對本國圖書館體制和圖書館問題獲得全面估計和更深入的認識。
- 協助發展圖書館體制及問題比較研究之材料和技術。
- 協助推進圖書館發展中更好的國際瞭解與合作。
- 指出國內外哪些領域需要更進一步發展和研究。
- 培養自由交換之觀念。
- 提供關於國外圖書館學及比較方法和技術的基本資料。

## 比較圖書館之研究類型
- 區域性研究:以特定國家或地區等背景因素作，提供圖書館發展敘述性調查及批評性分析。
- 個案研究：針對特定國家某類別圖書館或其發展過程中之主要因素進行深度分析。
- 比較問題研究：研究兩個或兩個以上地理區域圖書館之問題。
- 整體性比較研究：研究兩個或兩個以上環境之圖書館事業整體比較。